# Concerto per corno e orchestra n. 4
Il concerto per corno e orchestra n. 4 in Mi bemolle maggiore K 495 è l'ultima opera scritta da W. A. Mozart per questo strumento ed è, come gli altri della serie (K 412, K 417, K 447), dedicato a Leutgeb.
Questo concerto viene considerato importante per la sua esteriorità, per la capacità di valorizzare al meglio le risorse dello strumento ma non così significativo in termini di novità e inventiva. Occorre tener presente che questo concerto, come gli altri della serie, sono tutti scritti per corno naturale, e richiedono doti tecniche non indifferenti nell'esecuzione. Mostra infatti numerosi influssi di altre opere a cui il compositore aveva lavorato in quel periodo.
L'inizio dell'allegro moderato fa pensare alla cantata Die Maurerfreude K 471. Il terzo tema del primo movimento ricorda l'ouverture de Le nozze di Figaro. Tra questi due temi un motivo dolce.
La romanza è un andante molto intimo e suggestivo dove Mozart raggiunge vertici altissimi di cantabilità e si conclude in un pianissimo di grande effetto; l'inizio del movimento risente tuttavia dell'andante presente nella Sonata per pianoforte a quattro mani due K 497.
Il rondò finale è di grande presa sull'ascoltatore e piano di allegria; il corno esegue quasi senza soluzione di continuità motivi che richiamano l'andamento "alla caccia".

## Manoscritto
La partitura di quest'opera è redatta alternativamente con inchiostro nero, rosso, azzurro e verde: probabilmente per burlare il suo amico Leutgeb. Il manoscritto è oggi conservato nella Pierpont Morgan Library di New York.